# Peniagone thieli
Peniagone thieli is een zeekomkommer uit de familie Elpidiidae.
De wetenschappelijke naam van de soort werd in 1997 gepubliceerd door A.V. Gebruk.